# Ctenophryne carpish
Ctenophryne carpish е вид земноводно от семейство Microhylidae. Видът е застрашен от изчезване.

## Разпространение
Разпространен е в Перу.